# Callejón Diagon
El Callejón Diagon (en inglés: Diagon Alley) es un distrito comercial ficticio de la franquicia de Harry Potter de J. K. Rowling. El lugar apareció por primera vez en la novela de 1997, Harry Potter y la piedra filosofal. Aparece en varios videojuegos, así como en un juego de mesa de 2001. Una versión real del distrito se construyó en Universal Studios Florida en 2014.

## Antecedentes
El exdirector de marketing de la entidad turística de York, Paul Whiting, afirmó que los productores de la película fueron a York en busca de inspiración.

## Apariciones
El Callejón Diagon apareció por primera vez en Harry Potter y la piedra filosofal. También es una ubicación en adaptaciones de videojuegos como Harry Potter: Hogwarts Mystery, Harry Potter: Magic Awakened, y Lego Harry Potter: Años 1-4. La empresa Lego lanzó un set de Lego con temática del Callejón Diagon en 2020 y otro en 2025. Un juego de mesa del Callejón Diagon se lanzó en 2001.

## Adaptaciones al mundo real

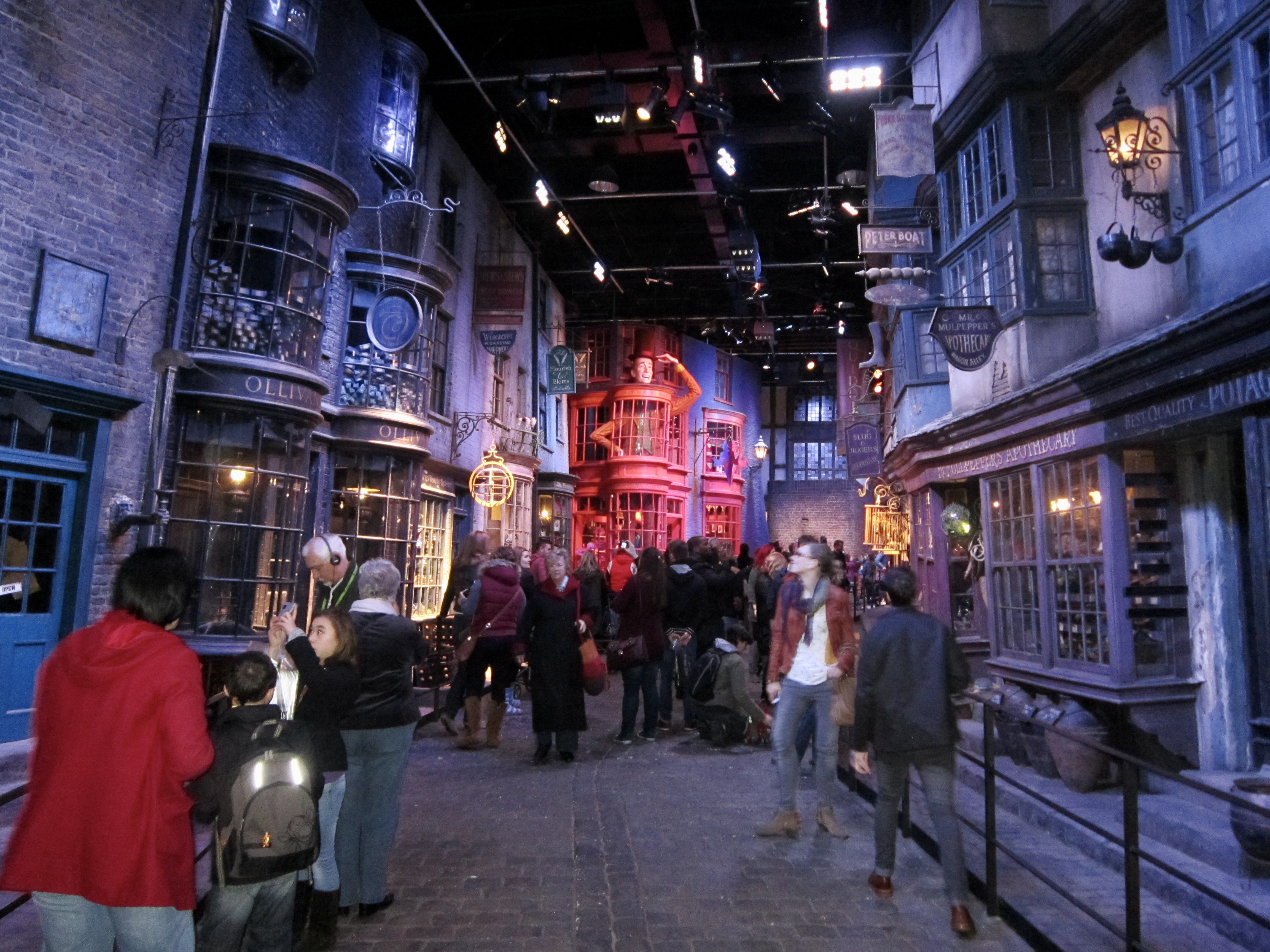
Callejón Diagon en Warner Bros. Studio Tour London – The Making of Harry Potter.

Se han realizado varias adaptaciones del Callejón Diagon por parte de fanes. Algunos ejemplos notables incluyen un Callejón Diagon temporal en Sykesville (Maryland), una decoración navideña con temática del Callejón Diagon en Austin (Texas) y un Callejón Diagon temporal en el Aeropuerto de Changi.
Una versión reconstruida del escenario original del Callejón Diagon se encuentra actualmente en el Warner Bros. Leavesden Studio Tour.

### Universal Studios Florida

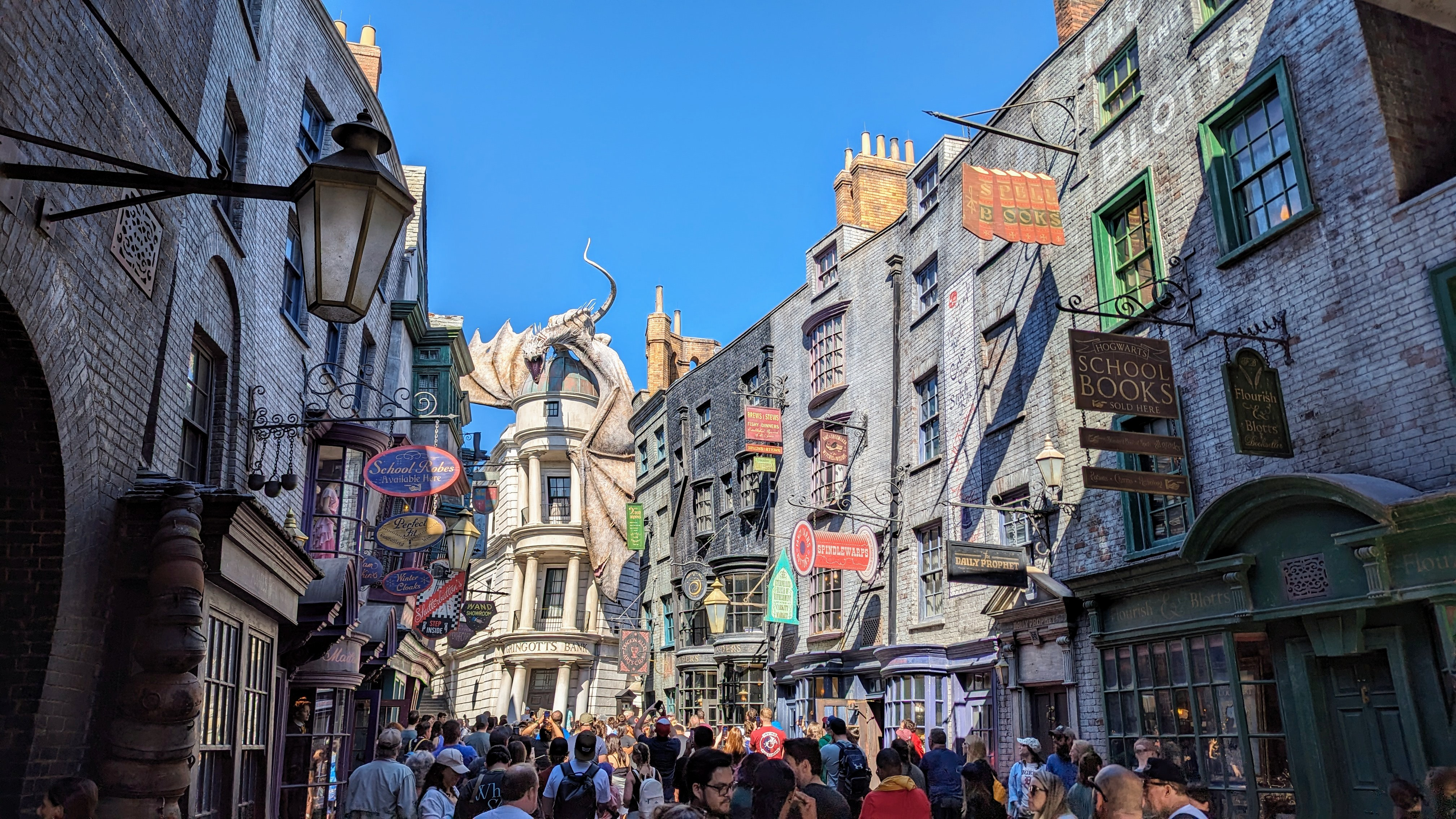
Callejón Diagon en Universal Studios Florida.

Una versión real del Callejón Diagon se inauguró en Universal Studios Florida en 2014. Se estimó que la atracción le costó a Universal aproximadamente 400 millones de dólares (equivalente a 515000000 dólares actualmente). La semana anterior al anuncio de la atracción, The Tonight Show Starring Jimmy Fallon se utilizó para promocionar la franquicia de Harry Potter y Universal Resorts. Tras el estreno de Diagon Alley, Jimmy Fallon trasladó su programa a Universal. Fallon trajo a Pitbull y Jennifer Lopez como estrellas invitadas para los episodios filmados en Universal. La creación de Diagon Alley se logró desmantelando una atracción de Tiburón.
Hay varios restaurantes y tiendas minoristas relacionados con el universo de Harry Potter en el Callejón Diagon, junto con la atracción Escape from Gringotts. También hay una adaptación del Expreso de Hogwarts que lleva a la gente entre Hogsmeade (que está en Universal's Islands of Adventure) y el Callejón Diagon.

## Recepción y legado
Antes del lanzamiento de Hogwarts Legacy, algunos medios de comunicación especularon que el Callejón Diagon podría ser un lugar visitable en el juego, pero lo consideraron poco probable. Después del lanzamiento del juego, varios abogaron por la inclusión del Callejón Diagon en cualquier posible secuela.
IGN clasificó el set de Lego del Callejón Diagon de 2025 como el undécimo mejor set de Lego de Harry Potter de todos los tiempos. Patrick Cavanaugh, que escribe para ComicBook.com, criticó el tamaño del set, pero lo describió como una «exhibición detallada y encantadora». Sophie Brown, que escribe para Wired, calificó el juego de mesa del Callejón Diagon con un 4/5.
Scott Reintgen describió la primera vez que Harry Potter visita el Callejón Diagon en la versión cinematográfica de Harry Potter y la piedra filosofal como su escena favorita de la película. Charlie Lyne, escribiendo para The Guardian, comparó la misma escena con «recibir un enorme abrazo de nostalgia de tu mente».
El dragón al final del Callejón Diagon en Universal Studios Florida se ha descrito como notable. Bonnie Wright describió el Callejón Diagon de Universal Studios Florida como «más detallado que en el set». Carly Caramanna, quien escribe para Business Insider, elogió las opciones de comida y bebida en el Callejón Diagon de Universal Florida. Otros elogiaron la atracción Escape from Gringotts.